# Hugihorn
Hugihorn är en bergstopp i kommunen Guttannen i kantonen Bern i Schweiz. Den är belägen i Bernalperna, cirka 65 kilometer sydost om huvudstaden Bern. Bergstoppen har namngivits efter den schweiziske geologen Franz Joseph Hugi. Toppen på Hugihorn är 3 647 meter över havet.